# 加州副獅子魚
加州副獅子鱼，为輻鰭魚綱鮋形目杜父魚亞目狮子鱼科的其中一種。目前發現於中東太平洋區的美國加州海域，屬深海底棲性魚類，棲息在水深362至906公尺的海域，生活習性不明。